# 略陽郡
略陽郡（りゃくよう-ぐん）は、中国にかつて存在した郡。晋代から隋初にかけて、現在の甘粛省天水市や陝西省漢中市にまたがる地域に設置された。

## 概要
後漢末に立てられた広魏郡を前身とする。西晋の泰始年間に略陽郡と改称された。晋の略陽郡は秦州に属し、臨渭・平襄・略陽・清水の4県を管轄した。
南朝宋のとき、略陽郡は略陽・臨漢・上邽の3県を管轄した。
南朝斉のとき、略陽郡は略陽・臨漢の2県を管轄した。
北魏のとき、略陽郡は安戎・綿諸・隴城・清水・阿陽の5県を管轄した。
582年（隋の開皇2年）、略陽郡は廃止された。